# 沉鱼湖
沉鱼湖（藏語：ཁྲན་ཡུལ་མཚོ།，威利转写：khran yul mtsho，THL：Trenyül Tso）位于中国西藏自治区那曲市尼玛县境内，地处尼玛县西北端，湖面海拔4920米，湖长5.1公里，最大宽1.8公里，平均宽1.3公里，面积6.6平方公里，为一座内流咸水湖。